# Bilangan
Bilangan is een bestuurslaag in het regentschap Sumenep van de provincie Oost-Java, Indonesië. Bilangan telt 912 inwoners (volkstelling 2010).